# بويد براون (لاعب كرة قدم أمريكية)
بويد براون (بالإنجليزية: Boyd Brown)‏ هو لاعب كرة قدم أمريكية أمريكي، ولد في 24 مايو 1952 في كروسبي في الولايات المتحدة، وتوفي في 18 ديسمبر 2014.